# St. Mary’s Preparatory
St. Mary’s Preparatory – katolicka szkoła średnia dla chłopców, położona w Orchard Lake, w stanie Michigan, USA. Założona w 1885 roku przez Józefa Dąbrowskiego.

## Historia
Szkoła została założona w 1885 roku na wschodzie miasta Detroit przez ks. Józefa Dąbrowskiego jako szkoła dla polsko-amerykańskich chłopców w celu przyuczania do kapłaństwa. W 1909 roku szkoła przeniosła się do kampusu o powierzchni 125 hektarów (0,5 km²) dawnej Akademii Wojskowej Michigan na brzegach jeziora Orchard. Szkoła oferuje obecnie wykształcenie przygotowujące do college’u. Od 1935 roku prowadzona jest przez Siostry Felicjanki.

## Muzeum
W szkole znajdują się m.in. Muzeum Armii Krajowej, Muzeum Józefa Dąbrowskiego, Muzeum 2 Korpusu Polskiego, Kolekcja Roberta Lewandowskiego, Sala pamiątkowa polskiej diaspory, Muzeum 1 Dywizji Pancernej oraz Muzeum Polskich Sił Powietrznych.

## Sport
Szkolna drużyna o nazwie „Eaglets” kilkakrotnie zdobywała mistrzostwo stanu Michigan w futbolu amerykańskim. Ostatni raz w 2017 roku. Drużyna baseballowa ostatni raz mistrzem stanowym była w 2015 roku.

## Absolwenci
Znani absolwenci St. Mary’s Preparatory:
- Adam Maida – były arcybiskup Detroit, kardynał.
- David Bowens – były zawodnik NFL
- Scott Kowalkowski – były zawodnik NFL
- Gary Ignasiak – były zawodnik MLB
- Mike Ignasiak – były zawodnik MLB
- Morgan Trent – były zawodnik NFL
- Jim Paciorek – były zawodnik MLB
- Leonard Renfro – były zawodnik NFL
- Sam Rogers – były zawodnik NFL
- Charles Davis – były zawodnik NFL
- Josh Bourke – były zawodnik CFL
- Grant Mason – były zawodnik NFL